# Unione Sportiva Città di Pontedera 2014-2015
Questa voce raccoglie le informazioni riguardanti l'Unione Sportiva Città di Pontedera nelle competizioni ufficiali della stagione 2014-2015.

## Stagione
Nella stagione 2014-2015 il Pontedera ha partecipato al ventesimo campionato di terza serie della sua storia, nella nuova Lega Pro.
A conclusione del campionato la squadra si è classificata al nono posto con 48 punti.

## Divise e sponsor
Lo sponsor tecnico è Givova, lo sponsor ufficiale è Più Energia. La presentazione della squadra si è svolta il 31 luglio 2014. La prima maglia è in completo granata, la seconda è bianca.
| 1° divisa | 2° divisa |

## Organigramma societario
Estratto dal sito ufficiale.
Area direttiva
- Presidenti: Gianfranco Donnini, Paolo Boschi
- Consiglieri: Filippo Tagliagambe, Matteo Franconi
- Staff Segreteria: Mauro Matteoni, Giulia Tanini

Area tecnica
- Direttore sportivo: Nicola Benedetti
- Responsabile: Paolo Giovannini
- Allenatore: Paolo Indiani
- Allenatore in seconda: Ivan Maraia
- Preparatore dei portieri: Michele Ribechini
- Preparatore atletico: Fabio Ristori

Area sanitaria
- Responsabile: Ezio Giunti
- Medico sociale: Tiziano Balestrino
- Massaggiatori: Ivano Andreucci

## Rosa
Rosa, tratta dal sito ufficiale, al 2 febbraio 2015.
| N. |                   | Ruolo | Calciatore         |
| -- | ----------------- | ----- | ------------------ |
|    | Italia (bandiera) | P     | Francesco Anacoura |
|    | Italia (bandiera) | P     | Daniele Cardelli   |
|    | Italia (bandiera) | P     | Matteo Ricci       |
|    | Italia (bandiera) | D     | Jacopo Galli       |
|    | Italia (bandiera) | C     | Lorenzo Del Carlo  |
|    | Italia (bandiera) | D     | Andrea Gasbarro    |
|    | Italia (bandiera) | D     | Saverio Madrigali  |
|    | Italia (bandiera) | D     | Lorenzo Polvani    |
|    | Italia (bandiera) | D     | Alex Redolfi       |
|    | Italia (bandiera) | D     | Gianluca Romiti    |
|    | Italia (bandiera) | D     | Daniel Del Carlo   |
|    | Italia (bandiera) | D     | Federico Vettori   |
|    | Italia (bandiera) | D     | Alessandro Videtta |
|    | Italia (bandiera) | C     | Emanuele Allegra   |
|    | Italia (bandiera) | C     | Paolo Bartolomei   |
|    | Italia (bandiera) | C     | Guido Bennati      |
|    | Italia (bandiera) | C     | Andrea Caponi      |

| N. |                    | Ruolo | Calciatore                |
| -- | ------------------ | ----- | ------------------------- |
|    | Italia (bandiera)  | C     | Samuele Ceciarini         |
|    | Italia (bandiera)  | C     | Roberto Daly              |
|    | Italia (bandiera)  | C     | Francesco Francesa Gherra |
|    | Italia (bandiera)  | C     | Simone Della Latta        |
|    | Italia (bandiera)  | C     | Francesco Disanto         |
|    | Italia (bandiera)  | C     | Giacomo Favilli           |
|    | Italia (bandiera)  | C     | Leonardo Gori             |
|    | Italia (bandiera)  | C     | Mattia Lombardo           |
|    | Italia (bandiera)  | C     | Gregorio Luperini         |
|    | Italia (bandiera)  | C     | Daniele Paparusso         |
|    | Italia (bandiera)  | C     | Andrea Settembrini        |
|    | Italia (bandiera)  | A     | Christian Cesaretti       |
|    | Brasile (bandiera) | A     | Caio De Cenco             |
|    | Italia (bandiera)  | A     | Luigi Grassi              |
|    | Italia (bandiera)  | A     | Alberto Libertazzi        |
|    | Italia (bandiera)  | A     | Filippo Scardina          |
|    | Italia (bandiera)  | A     | Matteo Tazzari            |

## Calciomercato

### Sessione estiva(dal 01/07 al 01/09)
| Acquisti | Acquisti               | Acquisti        | Acquisti   |
| R.       | Nome                   | da              | Modalità   |
| -------- | ---------------------- | --------------- | ---------- |
| P        | Daniele Cardelli       | Empoli          | prestito   |
| D        | Saverio Madrigali      | Fiorentina      | prestito   |
| D        | Lorenzo Polvani        | Fortis Juventus | prestito   |
| D        | Alex Redolfi           | Atalanta        | prestito   |
| D        | Simone Segoni          | Novara          | prestito   |
| C        | Emanuele Allegra       | Napoli          | prestito   |
| C        | Simone Della Latta     | Empoli          | definitivo |
| C        | Francesco Disanto      | Arezzo          | svincolato |
| C        | Giacomo Favilli        | Livorno         | definitivo |
| C        | Leonardo Gori          | Siena           | definitivo |
| C        | Daniele Paparusso      | Ternana         | definitivo |
| A        | Christian Cesaretti    | Frosinone       | definitivo |
| A        | Luigi Grassi           | Salernitana     | definitivo |
| A        | Filippo Maria Scardina | Roma            | prestito   |
| A        | Matteo Tazzari         | Savona          | prestito   |

| Cessioni | Cessioni               | Cessioni  | Cessioni      |
| R.       | Nome                   | a         | Modalità      |
| -------- | ---------------------- | --------- | ------------- |
| P        | Stefano Addario Paride | Parma     | definitivo    |
| P        | Gianmarco Lenzi        | -         | svincolato    |
| D        | Flavio Cianci          | Reggina   | fine prestito |
| D        | Lorenzo Gonnelli       | Livorno   | fine prestito |
| D        | Enrico Pezzi           | Benevento | definitivo    |
| D        | Dani Verruschi         | Savoia    | definitivo    |
| C        | Giovanni Di Noia       | Bari      | riscattato    |
| C        | Andrea Pastore         | Trapani   | definitivo    |
| C        | Paolo Regoli           | Avellino  | prestito      |
| C        | Andrea Scicchitano     | Parma     | fine prestito |
| A        | Andrea Arrighini       | Avellino  | definitivo    |
| A        | Manuel Pera            | Rimini    | svincolato    |
| A        | Andrea Picone          | Reggina   | fine prestito |

### Fuori sessione
| Acquisti | Acquisti                  | Acquisti  | Acquisti   |
| R.       | Nome                      | da        | Modalità   |
| -------- | ------------------------- | --------- | ---------- |
| D        | Alessandro Videtta        | Carrarese | definitivo |
| C        | Francesco Francesa Gherra | Gavorrano | definitivo |

| Cessioni | Cessioni | Cessioni | Cessioni |
| R.       | Nome     | a        | Modalità |
| -------- | -------- | -------- | -------- |

### Sessione invernale(dal 05/01 al 02/02)
| Acquisti | Acquisti             | Acquisti  | Acquisti   |
| R.       | Nome                 | da        | Modalità   |
| -------- | -------------------- | --------- | ---------- |
| P        | Francesco Anacoura   | Juventus  | prestito   |
| C        | Guido Bennati        | Rapallo   | definitivo |
| C        | Samuele Ceciarini    | Massese   | definitivo |
| C        | Mattia Lombardo      | Sampdoria | prestito   |
| A        | Caio Trouva De Cenco | Pavia     | prestito   |
| A        | Alberto Libertazzi   | Novara    | prestito   |

| Cessioni | Cessioni           | Cessioni | Cessioni      |
| R.       | Nome               | a        | Modalità      |
| -------- | ------------------ | -------- | ------------- |
| P        | Matteo Ricci       | Empoli   | fine prestito |
| C        | Emanuele Allegra   | Napoli   | fine prestito |
| C        | Andrea Caponi      | Pisa     | definitivo    |
| C        | Simone Della Latta | Grosseto | definitivo    |
| C        | Giacomo Favilli    | Ponsacco | prestito      |
| C        | Leonardo Gori      | Livorno  | prestito      |
| C        | Daniele Paparusso  | Grosseto | prestito      |
| A        | Luigi Grassi       | Ascoli   | definitivo    |

## Risultati

### Lega Pro

#### Girone di andata
| Arbitro: | Lanza (Nichelino) |

|  |           |                                          |
|  | Marcatori | 22’ Grassi 47’ Settembrini 66’ Madrigali |

| Arbitro: | Zanonato (Vicenza) |

|                           |           |             |
| Settembrini 3’ Caponi 75’ | Marcatori | 28’ Poletti |

| Ancona 14 settembre 2014, ore 12:30 CEST 3ª giornata | Ancona           | 0 – 0 referto | Pontedera | Stadio Del Conero (1.548 spett.)\| Arbitro: \| Fiore (Barletta) \| |
| Arbitro:                                             | Fiore (Barletta) |               |           |                                                                    |

| Pontedera 17 settembre 2014, ore 20:45 CEST 4ª giornata | Pontedera                     | 0 – 0 referto | L'Aquila | Stadio Ettore Mannucci (931 spett.)\| Arbitro: \| Baldicchi (Città di Castello) \| |
| Arbitro:                                                | Baldicchi (Città di Castello) |               |          |                                                                                    |

| Arbitro: | Giovani (Grosseto) |

|                    |           |  |
| Redolfi 44’ (aut.) | Marcatori |  |

| Pontedera 28 settembre 2014, ore 18:00 CEST 6ª giornata | Pontedera        | 0 – 0 referto | Reggiana | Stadio Ettore Mannucci (767 spett.)\| Arbitro: \| Balice (Termoli) \| |
| Arbitro:                                                | Balice (Termoli) |               |          |                                                                       |

| Arbitro: | Serra (Torino) |

|          |           |               |
| Arma 71’ | Marcatori | 90+2’ Vettori |

| Arbitro: | Vesprini (Macerata) |

|              |           |                     |
| Grassi 90+1’ | Marcatori | 11’ (rig.) Scappini |

| Arbitro: | Fiorini (Frosinone) |

|  |           |                  |
|  | Marcatori | 5’ (rig.) Grassi |

| Arbitro: | Di Martino (Teramo) |

|                                          |           |                         |
| Grassi 31’, 87’ Galli 46’ Bartolomei 90’ | Marcatori | 39’, 65’, 90+2’ Bocalon |

| Arbitro: | Dei Giudici (Latina) |

|                |           |  |
| Mustacchio 64’ | Marcatori |  |

| Arbitro: | Pagliardini (Arezzo) |

|                  |           |            |
| Colombo 25’, 88’ | Marcatori | 35’ Grassi |

| Arbitro: | Formato (Benevento) |

|                                |           |          |
| Della Latta 87’ Luperini 90+2’ | Marcatori | 31’ Lugo |

| Arbitro: | Colarossi (Roma 2) |

|                  |           |            |
| Piscitella 45+2’ | Marcatori | 26’ Grassi |

| Arbitro: | Mancini (Fermo) |

|                          |           |                |
| Cesaretti 78’ Grassi 90’ | Marcatori | 49’ Castellani |

| Arbitro: | Catona (Reggio Calabria) |

|              |           |             |
| Matteassi 9’ | Marcatori | 28’ Disanto |

| Arbitro: | Piccinini (Forlì) |

|                              |           |                                                      |
| Luperini 33’ Della Latta 74’ | Marcatori | 26’ (rig.) Donnarumma 42’, 76’ Lapadula 82’ Petrella |

| Arbitro: | Andreini (Forlì) |

|              |           |              |
| Gherardi 43’ | Marcatori | 29’ Gasbarro |

| Arbitro: | Amabile (Vicenza) |

|  |           |              |
|  | Marcatori | 80’ Graziani |

#### Girone di ritorno
| Pontedera 10 gennaio 2015 20ª giornata | Pontedera | 2 – 1 | SPAL | Stadio Ettore Mannucci |

| Serravalle 17 gennaio 2015 21ª giornata | San Marino | 3 – 0 | Pontedera | Stadio Olimpico di Serravalle |

| Pontedera 24 gennaio 2015 22ª giornata | Pontedera | 4 – 1 | Ancona | Stadio Ettore Mannucci |

| L'Aquila 4 marzo 2015 23ª giornata | L'Aquila | 1 – 1 | Pontedera | Stadio Tommaso Fattori |

| Pontedera 7 febbraio 2015 24ª giornata | Pontedera | 2 – 0 | Lucchese | Stadio Ettore Mannucci |

| Reggio nell'Emilia 15 febbraio 2015 25ª giornata | Reggiana | 2 – 0 | Pontedera | Mapei Stadium - Città del Tricolore |

| Pontedera 21 febbraio 2015 26ª giornata | Pontedera | 0 – 0 | Pisa | Stadio Ettore Mannucci |

| Savona 1º marzo 2015 27ª giornata | Savona | 0 – 1 | Pontedera | Stadio Valerio Bacigalupo |

| Pontedera 8 marzo 2015 28ª giornata | Pontedera | 0 – 1 | Gubbio | Stadio Ettore Mannucci |

| Prato 14 marzo 2015 29ª giornata | Prato | 0 – 4 | Pontedera | Stadio Lungobisenzio |

| Pontedera 18 marzo 2015 30ª giornata | Pontedera | 0 – 0 | Ascoli | Stadio Ettore Mannucci |

| Pontedera 22 marzo 2015 31ª giornata | Pontedera | 0 – 1 | Tuttocuoio | Stadio Ettore Mannucci |

| Grosseto 28 marzo 2015 32ª giornata | Grosseto | 1 – 0 | Pontedera | Stadio Carlo Zecchini |

| Pontedera 1º aprile 2015 33ª giornata | Pontedera | 1 – 1 | Pistoiese | Stadio Ettore Mannucci |

| Forlì 12 aprile 2015 34ª giornata | Forlì | 2 – 1 | Pontedera | Stadio Tullo Morgagni |

| Arbitro: | Rossi (Rovigo) |

|                           |           |               |
| Luperini 18’ De Cenco 18’ | Marcatori | 30’ Matteassi |

| Arbitro: | Baldicchi (Città di Castello) |

|                   |           |  |
| Lapadula 40’, 75’ | Marcatori |  |

| Arbitro: | Fanton (Lodi) |

|  |           |                           |
|  | Marcatori | 9’ Belcastro 45’ Disabato |

| Arbitro: | Cifelli (Campobasso) |

|                              |           |              |
| Guidone 36’ (rig.) Obeng 54’ | Marcatori | 65’ De Cenco |

### Coppa Italia

#### Primo turno
| Arbitro: | Guccini (Albano Laziale) |

|                                     |           |          |
| Grassi 38’, 64’ (rig.) Luperini 63’ | Marcatori | 23’ Pepe |

#### Secondo turno
| Arbitro: | Fabbri (Ravenna) |

|                         |           |               |
| Girardi 27’ Sgrigna 55’ | Marcatori | 36’ Madrigali |

### Coppa Italia Lega Pro

#### Sedicesimi di finale
| Arbitro: | Viotti (Tivoli) |

|                         |           |  |
| Galli 77’ Cesaretti 87’ | Marcatori |  |

#### Ottavi di finale
| Arbitro: | Prontera (Bologna) |

|                                            |           |              |
| Polvani 50’ Della Latta 72’ Bartolomei 77’ | Marcatori | 32’ Giovinco |

#### Quarti di finale
| Arbitro: | Rasia (Bassano del Grappa) |

|                                       |                      |                           |
| Luperini 53’                          | Marcatori            | 32’ Carrus                |
| Libertazzi Bartolomei Cesaretti Galli | Tiri di rigore 3 – 1 | Mattera Carrus Cissé Tito |

#### Semifinali
| Arbitro: | Martinelli (Roma 2) |

|             |           |  |
| Ciriaco 65’ | Marcatori |  |

| Arbitro: | Caso (Verona) |

|                |           |          |
| Libertazzi 17’ | Marcatori | 40’ Cori |

## Statistiche
Statistiche aggiornate al 9 maggio 2015.

### Statistiche di squadra
| Competizione          | Punti | In casa | In casa | In casa | In casa | In casa | In casa | In trasferta | In trasferta | In trasferta | In trasferta | In trasferta | In trasferta | Totale | Totale | Totale | Totale | Totale | Totale | DR |
| Competizione          | Punti | G       | V       | N       | P       | Gf      | Gs      | G            | V            | N            | P            | Gf           | Gs           | G      | V      | N      | P      | Gf     | Gs     | DR |
| --------------------- | ----- | ------- | ------- | ------- | ------- | ------- | ------- | ------------ | ------------ | ------------ | ------------ | ------------ | ------------ | ------ | ------ | ------ | ------ | ------ | ------ | -- |
| Lega Pro (girone B)   | 48    | 19      | 8       | 6       | 5       | 24      | 20      | 19           | 4            | 6            | 9            | 17           | 21           | 38     | 12     | 12     | 14     | 41     | 41     | 0  |
| Coppa Italia          | -     | 1       | 1       | 0       | 0       | 3       | 1       | 1            | 0            | 0            | 1            | 1            | 2            | 2      | 1      | 0      | 1      | 4      | 3      | +1 |
| Coppa Italia Lega Pro | -     | 4       | 2       | 2       | 0       | 7       | 3       | 1            | 0            | 0            | 1            | 0            | 1            | 5      | 2      | 2      | 1      | 7      | 4      | +3 |
| Totale                |       | 24      | 11      | 8       | 5       | 34      | 24      | 21           | 4            | 6            | 11           | 18           | 24           | 45     | 15     | 14     | 16     | 52     | 48     | +4 |

### Andamento in campionato
| Giornata  | 1 | 2 | 3 | 4 | 5 | 6 | 7 | 8 | 9 | 10 | 11 | 12 | 13 | 14 | 15 | 16 | 17 | 18 | 19 | 20 | 21 | 22 | 23 | 24 | 25 | 26 | 27 | 28 | 29 | 30 | 31 | 32 | 33 | 34 | 35 | 36 | 37 | 38 |
| --------- | - | - | - | - | - | - | - | - | - | -- | -- | -- | -- | -- | -- | -- | -- | -- | -- | -- | -- | -- | -- | -- | -- | -- | -- | -- | -- | -- | -- | -- | -- | -- | -- | -- | -- | -- |
| Luogo     | T | C | T | C | T | C | T | C | T | C  | T  | T  | C  | T  | C  | T  | C  | T  | C  | C  | T  | C  | T  | C  | T  | C  | T  | C  | T  | C  | C  | T  | C  | T  | C  | T  | C  | T  |
| Risultato | V | V | N | N | P | N | N | N | V | V  | P  | P  | V  | N  | V  | N  | P  | N  | P  | V  | P  | V  | N  | V  | P  | N  | V  | P  | V  | N  | P  | P  | N  | P  | V  | P  | P  | P  |
| Posizione | 1 | 1 | 2 | 4 | 8 | 6 | 7 | 7 | 4 | 2  | 4  | 10 | 7  | 7  | 5  | 6  | 9  | 6  | 10 | 7  | 7  | 6  | 6  | 6  | 7  | 7  | 6  | 6  | 6  | 7  | 7  | 10 | 9  | 10 | 8  | 9  | 9  | 9  |

Fonte:  GIRONE B STATISTICA, su lega-pro.com.
Legenda:

Luogo: C = Casa; T = Trasferta. Risultato: V = Vittoria; N = Pareggio; P = Sconfitta.